# برایان هد (یوتا)
برایان هد (به انگلیسی: Brian Head) شهری در ایالت یوتا کشور ایالات متحده آمریکا است که جمعیت آن در سرشماری سال ۲۰۱۰ میلادی، ۸۳ نفر بوده‌است.